# Emu Airways

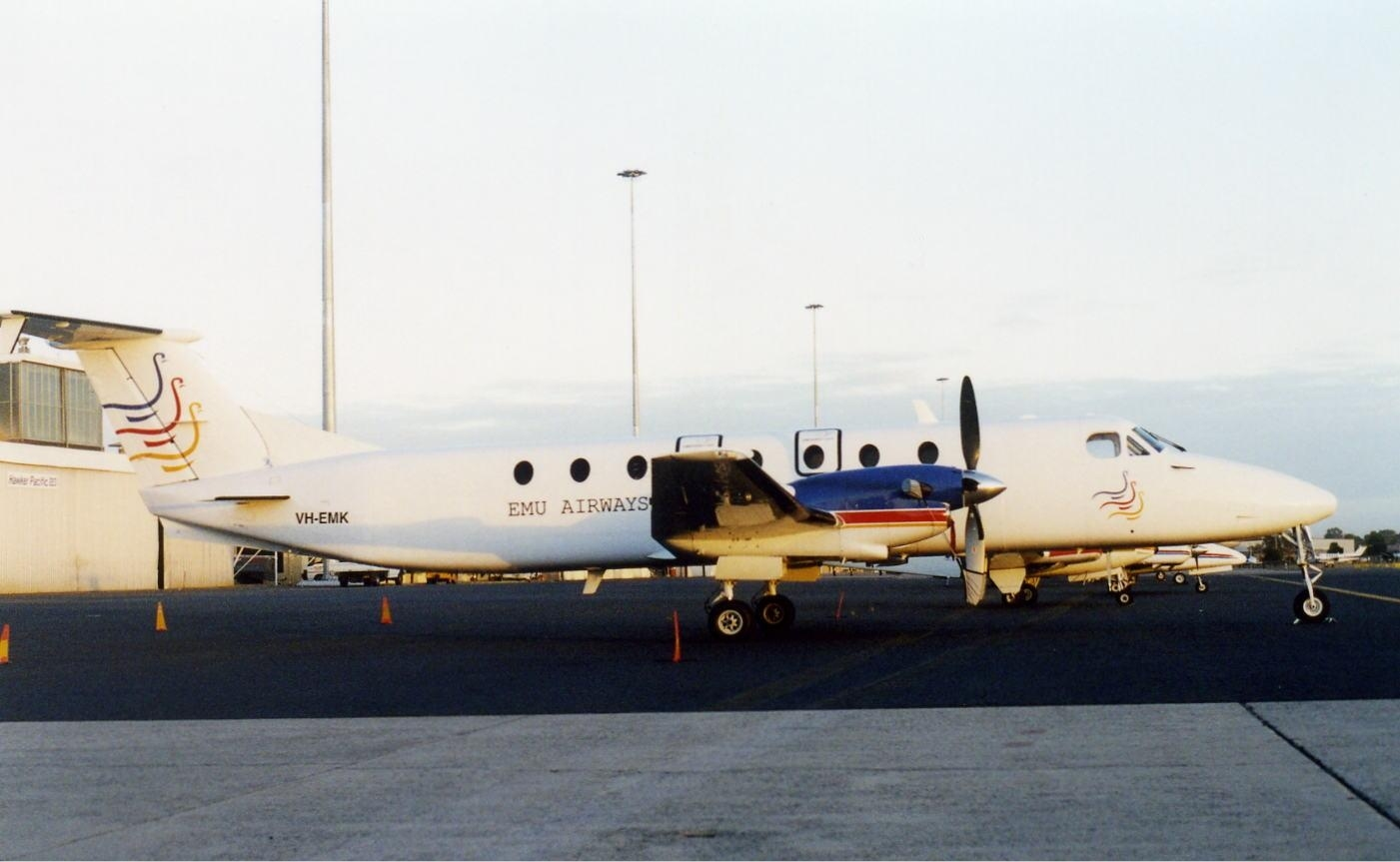
Beech 1900 (VH-EMK) в Аэропорту Перт

Emu Airways — австралийская авиакомпания из Аделаиды, которая выполняла туристические рейсы на остров Кенгуру. Базовым аэропортом авиакомпании был аэропорт Аделаида.
Авиакомпания названа по имени австралийской птицы эму.

## История
Emu Air Charter была основана в апреле 1970 года, а с февраля 1974 года началось выполнение чартерных рейсов под именем Emu Airways. В июле 1974 года стартовали и регулярные рейсы.
Emu Airways была одной из четырёх авиакомпаний, которые совершали полёты между Кингскотом и Аделаидой на регулярной основе
.
В 2005 году Emu Airways была куплена Capiteq для включения в группу авиакомпаний RegionalLink Airlines. В эту группу авиакомпаний на тот момент уже входили Airnorth и Airlines of South Australia.

## Флот
За время существования компании, её флот состоял из разных самолётов, например Cessna 402. 

На момент покупки Emu Airways компанией Capiteq в составе её флота было 2 самолёта Beech 1900.

## Упоминания
Комик Билли Коннолли шутил про название авиакомпании:

Как-то раз я летел в Аделаиду на Emu Airways. Когда мы были в воздухе высоте 5000 футов, кто-то заметил, что вообще-то эму не умеют летать.
Оригинальный текст (англ.)I once travelled to Adelaide on Emu Airways. I was 5,000 ft up in the air when someone pointed out to me that emus can’t fly.